# 11085 Isala
11085 Isala è un asteroide della fascia principale. Scoperto nel 1993, presenta un'orbita caratterizzata da un semiasse maggiore pari a 2,4023732 UA e da un'eccentricità di 0,1545334, inclinata di 1,40962° rispetto all'eclittica.